# Tang Yin

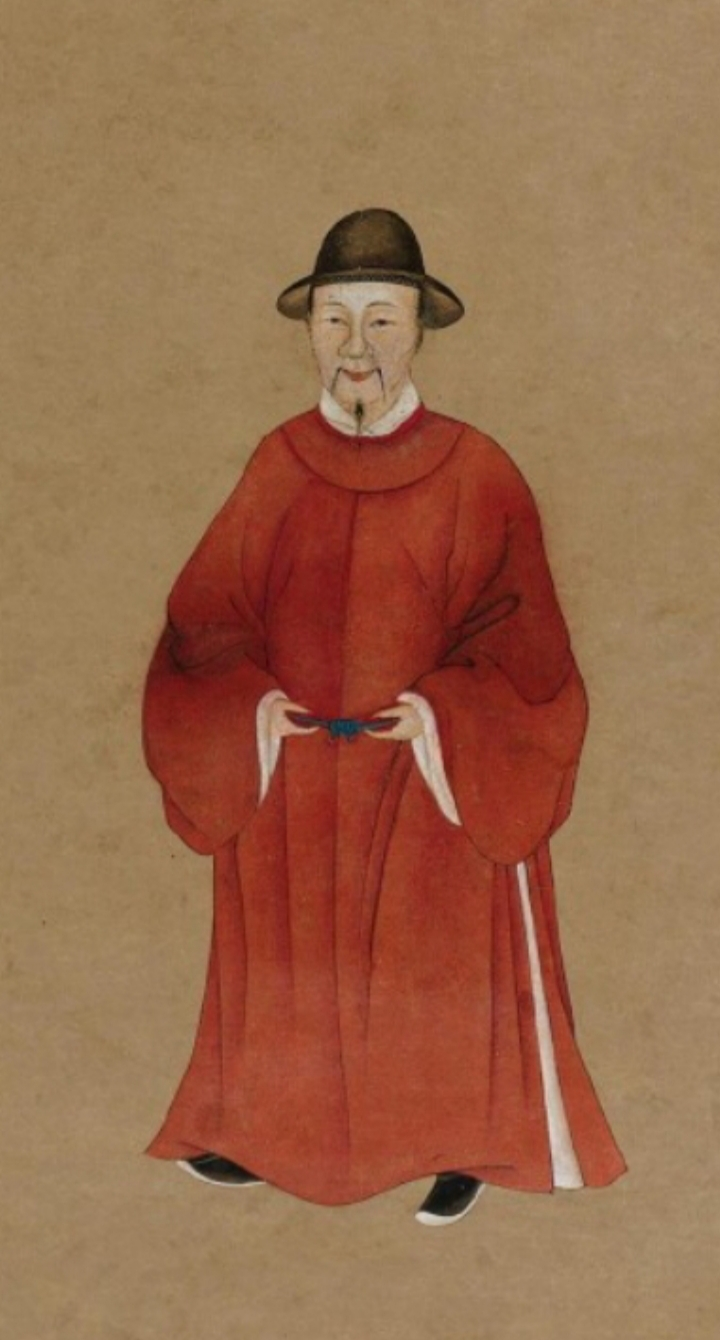
Tang Yin

Tang Yin (in cinese: 唐寅S, Táng YínP) (Suzhou, 1470 – 1523) è stato un pittore cinese.

## Biografia

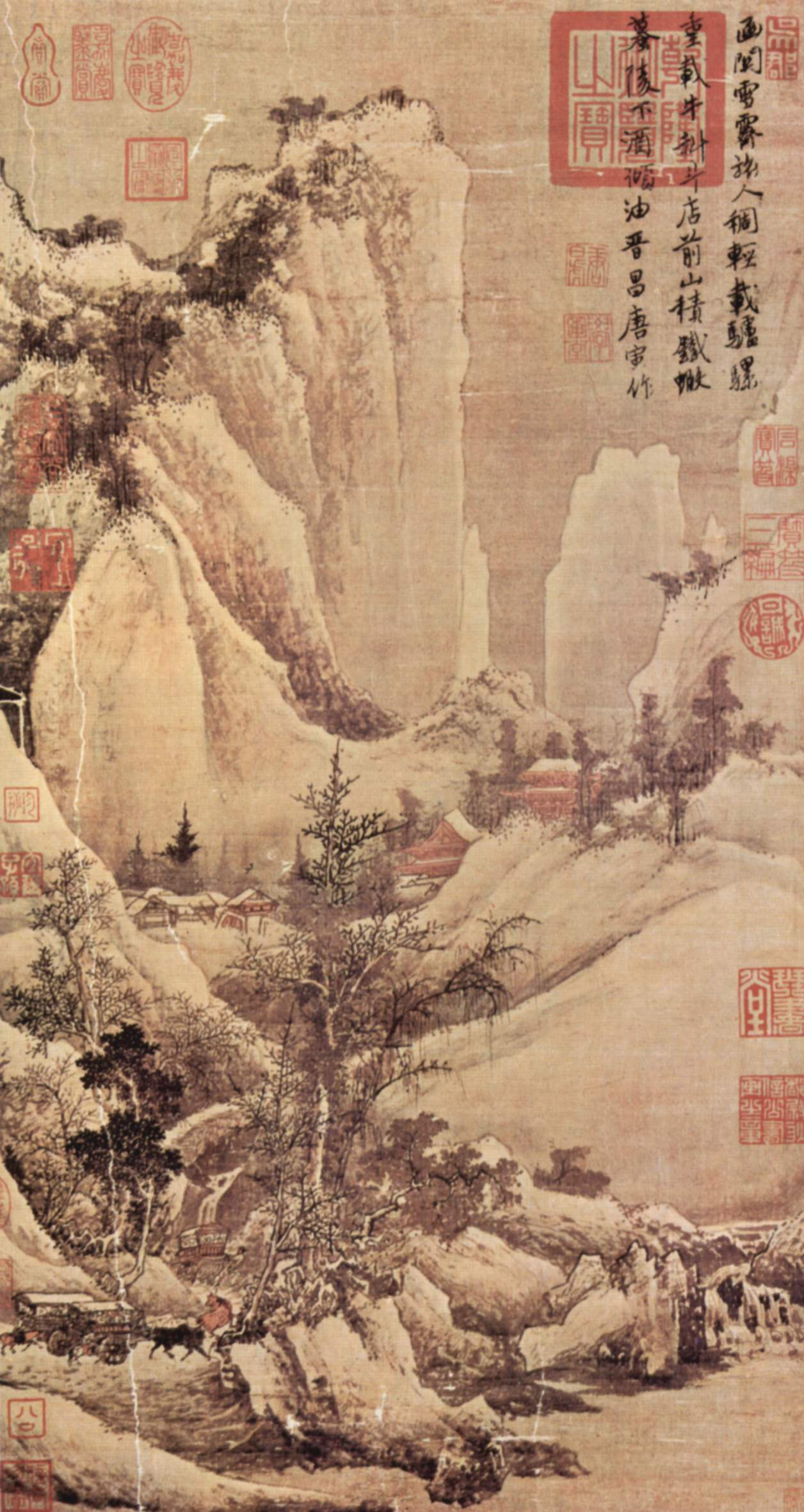
Sereno dopo una nevicata su un passo di montagna

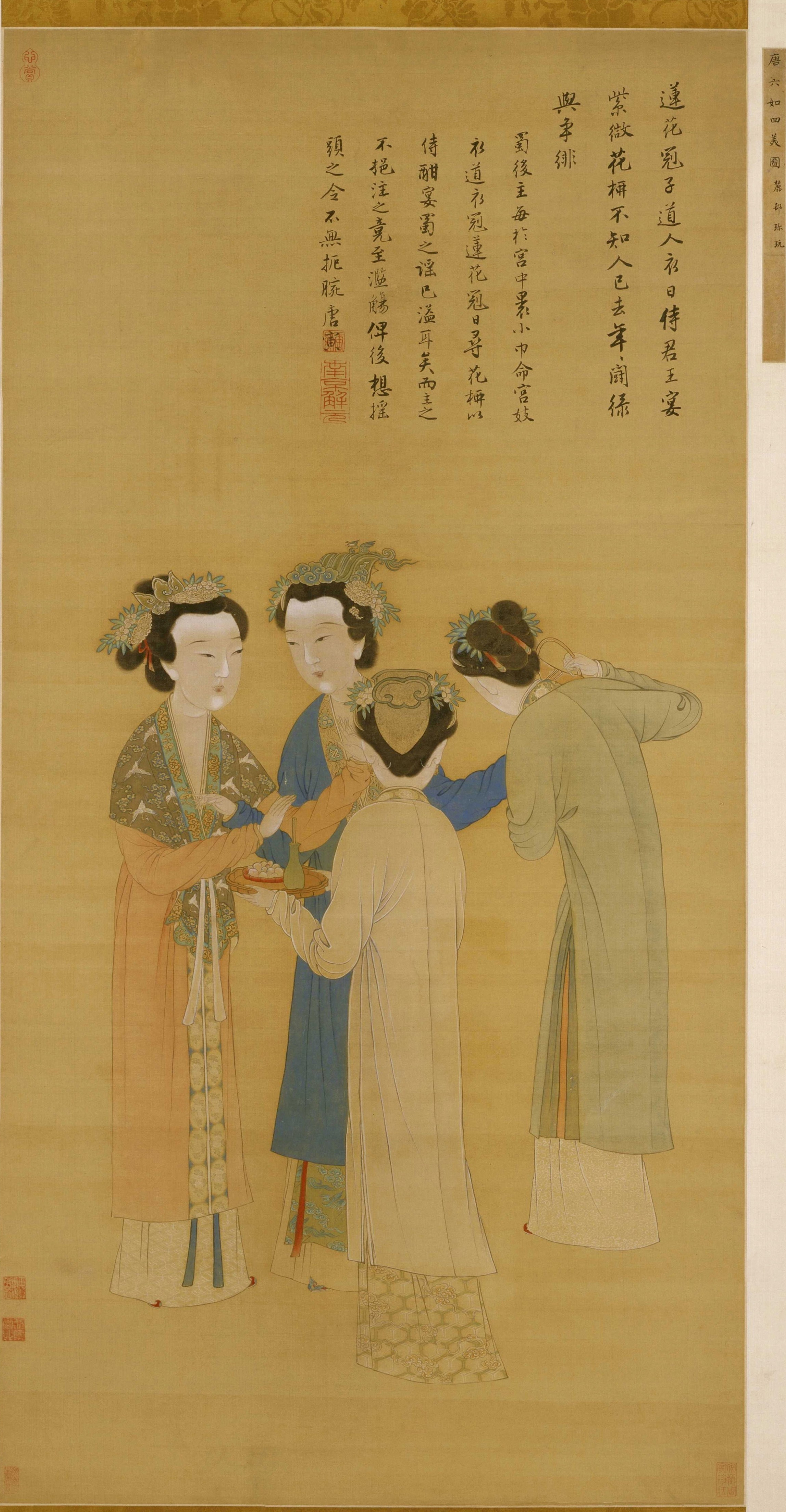
Donne della Corte dell'imperatore Shu

Figlio di un modesto mercante di Suzhou, superò brillantemente e in giovane età gli esami ufficiali, da entrare a pieno titolo nei circoli letterati della sua città natale e divenne amico di Wen Zhengming. La sua carriera di funzionario terminò in seguito di uno scandalo scoppiato nella capitale; Tang Yin avrebbe ricevuto delle tangenti da parte di alcuni candidati durante gli esami nazionali. Ritornato a Suzhou vi condusse una vita dissipata tra alcool e cortigiane, con brevi ritiri in alcuni monasteri buddisti dei dintorni. Per sopravvivere dovette vendere le sue opere, ma non per questo perse la stima dei letterati della sua città, tanto che, secondo un'antica tradizione, per soddisfare tutte le richieste, avrebbe firmato anche le opere del suo maestro Zhou Chen.